# Demoskopie
Termínem demoskopie (z řec. démos = lid; skopeo = pozoruji) se zpravidla označuje Výzkum veřejného mínění. Oba pojmy se (hlavně v Německu) používají vedle sebe a označují statisticko-psychologickou výzkumnou metodu, která umožňuje pozorovat a analyzovat společenské hromadné, masové jevy.

## Vznik
Autorem pojmu je sociolog Stuart C. Dodd, který slovo v roce 1946 navrhl. Zdomácnělo ale jen v Německu- a to přičiněním názvu ústavu- „Institut für Demoskopie Allensbach“, jenž vznikl v roce 1947. Proto je většina pramenů zabývající se pojmem psána v německém jazyce.

## Pojem
Jak již bylo zmíněno, pojem demoskopie se převážně v Německu užívá se stejným významem, jako výzkum veřejného mínění, chápe se nicméně trochu jinak, než v českém prostředí. Nezahrnuje totiž ten typ průzkumu veřejného mínění, jenž se zaobírá malou, konkrétní částí společnosti, chápe tedy demoskopii pouze jako nástroj zkoumající jevy masové. Provádí se vždy standardizovaným dotazováním, otázky jsou tedy předem připravené a pro každého respondenta stejné.
Neřadíme sem sčítání lidu ani referendum, protože tyto nástroje slouží ke konkrétním politickým účelům, nikoliv jen průzkumu.

## Historie
Vývoj výzkumu veřejného mínění má více než třistaletou historii. Již v 17. století v rozmezí pouhých několika let vznikly nezávisle na sobě v Anglii, Německu a Francii události, které se staly tradicí, na níž je dnes výzkum veřejného mínění založen.
Ve Francii v roce 1654 předložil spisovatel Chevalier de Méré matematiku Pascalovi několik otázek o šanci v hazardních hrách. Na základě odpovědí de Méré formuloval zákon velkých čísel a k počtu pravděpodobnosti, o něž se opírá teorie náhodných výběrů reprezentativního výzkumu mínění obyvatelstva, tvorba „reprezentativních průřezů obyvatelstva“.
Kolem roku 1660 spolu v Anglii začali spolupracovat John Graunt a Sir William Petty v „politické aritmetice“, později zvané „statistika“, či „sociografie“. Vytvořili tak první sociálně statistickou analýzu. Týkala se úmrtnosti obyvatelstva v souvislosti s životními zvyklostmi v různých místech. Brzy poté začal vyučovat na univerzitě v Helmstedtu Hermann Conring v rámci přednášek shrnutí poznatků, které pomohly k rozvoji „statistiky“ a „státovědy“.
V 19. století se pak, i za pomoci např. Maxe Webera, ve větší míře začaly užívat dotazníky v různých sférách za různými účely. Od začátku 20. století využívá výzkum veřejného mínění teorie pravděpodobnosti šetřením náhodných výběrů místo dosavadního šetření co největších mas. To se ukázalo jako daleko efektivnější. První šetření náhodným výběrem provedl v roce 1912 Angličan Arthur Bowley.
V roce 1947 vznikl v Allensbachu (Spolková republika Německo) „Institut für Demoskopie Allensbach“ pod vedením E. Noellové, která tím přispěla k lepšímu povědomí veřejnosti o pojmu demoskopie.

## Význam
Pro politické subjekty mohou být výzkumy veřejného mínění týkající se volebních preferencí zcela zásadní. Například před sněmovními volbami mohou způsobit to, že volič posoudí jako irelevantní volbu té politické strany, která v posledních průzkumech dosahuje menší volební podpory, než jaká je nutná pro vstup do této parlamentní komory. Dokonce se podpora může pohybovat i lehce nad hranou pro vstup do parlamentní komory, ale i tak může potencionální volič na základě obavy z promarněného hlasu (tzv. wasted vote) změnit rozhodnutí o volbě preferované strany.
Volební průzkumy je proto nutné brát s rezervou, neboť jsou vytvářeny na základě vzorků populace, což s sebou zákonitě nese nepřesnosti dané sběrem dat, statistické odchylky apod.
Proto například v České republice platí počínaje třetím dnem před začátkem až do konce voleb zákaz jakéhokoliv zveřejňování volebních průzkumů.
Názory na vhodnou dobu trvání zákazů se různí, někteří lidé dokonce tvrdí, že by takový zákaz vůbec být neměl. Tato argumentace se často opírá o tvrzení, že zákaz zveřejňování volebních preferencí je v rozporu se svobodou slova.